# نيكولاي كيرن
نيكولاي كيرن (الألمانية السويسرية الموحدة: Nicolai Kern) هو مجدف سويسري، ولد في 12 أكتوبر 1968 في Nebikon ‏ في سويسرا.

## وصلات خارجية
- نيكولاي كيرن على موقع الاتحاد الدولي للتجديف (الإنجليزية)
- نيكولاي كيرن على موقع اللجنة الأولمبية الدولية (الإنجليزية)
- نيكولاي كيرن على موقع أوليمبيديا (الإنجليزية)